# Praha-Smíchov Na Knížecí
Praha-Smíchov Na Knížecí egy megszűnt csehországi vasútállomás Prágában.

## Megközelítés helyi közlekedéssel
- Metró:  B
- Busz:  120, 123, 137, 167, 191, 231, 901, 904
- Villamos:  4, 5, 7, 9, 10, 12, 15, 16, 20, 21, 94

## Vasútvonalak
Az állomást az alábbi vasútvonalak érintették:
- Prága–Hostivice–Rudná u Prahy-vasútvonal

## Szomszédos állomások
A vasútállomáshoz az alábbi állomások vannak a legközelebb:
- Praha-Žvahov